# Gerd Faltings
Gerd Faltings   (Gelsenkirchen, 28 de juliol de 1954) és un matemàtic alemany conegut pel seu treball en geometria algebraica aritmètica. Entre 1972 i 1978 va estudiar matemàtica i física a la Universitat de Münster.
En 1978 va rebre el seu doctorat en matemàtica i en 1981 va obtenir la vènia legendi (Habilitació) en matemàtica, també a la Universitat de Münster. Durant aquest temps va ser professor ajudant en aquesta universitat. Entre 1982 i 1984 va ser professor a la Universitat de Wuppertal. Després d'això va ser professor a la Universitat de Princeton (1985-1994).
Se li va concedir la Medalla Fields en 1986 per provar la conjectura de Mordell, que estableix que qualsevol corba projectiva no singular de gènere g > 1 definida sobre un cos de nombres K conté només un nombre finit de punts racionals en K.
Des de 1995 ha estat director de l'Institut Max Planck per a la Matemàtica a Bonn. En 1996 va rebre el Premi Gottfried Wilhelm Leibniz de la Deutsche Forschungsgemeinschaft, que és el màxim honor concedit a la recerca a Alemanya.